# Канкакий (окръг, Илинойс)
Окръг Канкакий (на английски: Kankakee County) е окръг в щата Илинойс, Съединени американски щати. Площта му е 1764 km², а населението - 103 833 души (2000). Административен център е град Канкакий.